# Tau Librae
Désignations
Tau Librae (τ Librae / τ Lib) dans la Désignation de Bayer est une étoile binaire de la constellation zodiacale de la Balance située près de sa limite sud.

## Nomenclature
Dhira al Akrab a été récemment introduit dans les catalogues pour Tau Librae / τ Lib. C’est l’arabe ذراع العقرب Ḏirāᶜ al-ᶜAqrab, dont l’origine est encore à chercher. Mais l’on sait que pour ᶜAbd al-Raḥmān al-Sūfī al-Ṣūfī (964), α et β Lib sont nommée sيدى العقرب Yadā l-ᶜAqrab, littéralement « les Mains du Scorpion ». 
Soulignons l’intérêt de cette appellation qui tranche avec la monotonie des noms dérivés de  زبانى العقرب Zubānā l-ᶜAqrab qui, catalogue après catalogue, finissent par s’appliquer à presque toutes les étoiles de cette constellation et de la partie antérieure de la suivante.

## Propriétés
Tau Librae (τ Librae / τ Lib) est une étoile binaire de la constellation zodiacale de la Balance située près de sa limite sud. Elle est visible à l’œil nu avec une magnitude apparente de 3,68. En se basant sur une parallaxe annuelle mesurée par le satellite Hipparcos de 8,89 milliarcsecondes, le système est distant de ∼ 367 a.l. (∼ 113 pc) de la Terre. Il s'éloigne du Soleil avec une vitesse radiale de +33,3 km/s.
À en juger par son mouvement à travers l'espace et ses propriétés physiques, le système de τ Librae est membre du groupe Haut-Centaure Loup de l'association Scorpion-Centaure. Il s'agit d'une binaire spectroscopique à raies doubles, avec une période orbitale de seulement 3,3 jours et qui possède une excentricité de 0,28. L'étoile primaire, désignée en tant que composante A, est une étoile bleu-blanc de la séquence principale de type spectral B2.5 V. Elle est estimée contenir plus de sept fois la masse du Soleil et faire trois fois son rayon. Elle est âgée de seulement 31,5 millions d'années et tourne relativement  rapidement sur elle-même avec une vitesse de rotation projetée de 134 km/s.
Le système montre un excès dans l'émission en infrarouge, suggérant la présence d'un disque circumstellaire en orbite autour de lui.